# Polina Żemczużyna
Polina Siemionowna Żemczużyna, ros. Полина Семёновна Жемчужина, właśc. Perl Siemionowna Karpowskaja, (ur. 15 lutego?/27 lutego 1897 w Połohach, zm. 1 kwietnia 1970 w Moskwie) – radziecka polityk, ludowy komisarz przemysłu rybnego ZSRR (1939), żona premiera ZSRR Wiaczesława Mołotowa.

## Życiorys
Urodziła się w żydowskiej rodzinie w sztetlu Połohy na Ukrainie. W młodości pracowała w fabryce tytoniu i jako kasjerka. Jej rodzina wyemigrowała po wybuchu rewolucji, ona w 1918 roku dołączyła do RKP(b). W latach 1918–1919 była oficerem politycznym Armii Czerwonej, a 1919–1920 instruktorem ds. pracy wśród kobiet KC KP(b)U. W latach 1920–1921 kierowała Wydziałem Kobiecym Komitetu Miejskiego KP(b)U w Zaporożu. W 1921 roku wyszła za mąż za Wiaczesława Mołotowa.
W latach 1921–1922 była instruktorem rejonowego komitetu RKP(b) w Moskwie. W 1923 ukończyła fakultet robotniczy Moskiewskiego Uniwersytetu Państwowego, 1925–1926 studiowała na Wydziale Ekonomicznym Instytutu Gospodarki Narodowej im. Plechanowa, 1927–1929 była sekretarzem fabrycznej komórki partyjnej. 1929-1930 instruktor rejonowego komitetu WKP(b) w Moskwie.
W latach 1930–1932 dyrektor fabryki perfum w Moskwie, 1932–1936 szef zarządu państwowego trustu perfumeryjnego. Na tym stanowisku postawiła sobie za cel popularyzacje perfum wśród kobiet w ZSRR. Perfumy wciąż uchodziły za towar luksusowy. Spopularyzowała perfumy „Czerwona Moskwa”, które wywodziły się z tego samego zapachu co Chanel No. 5. Od czerwca 1936 do listopada 1937 szef Głównego Zarządu Przemysłu Perfumeryjno-Kosmetycznego, Syntetycznego i Mydlarskiego Ludowego Komisariatu Przemysłu Lekkiego ZSRR.
Od listopada 1937 do 19 stycznia 1939 zastępca ludowego komisarza przemysłu lekkiego ZSRR, od 19 stycznia do 21 listopada 1939 ludowa komisarz przemysłu rybnego ZSRR, od 21 marca 1939 do 20 lutego 1941 zastępca członka KC WKP(b). Od 20 listopada 1939 do 10 maja 1941 szef Głównego Zarządu Przemysłu Tekstylno-Galanteryjnego Ludowego Komisariatu/Ministerstwa Przemysłu Lekkiego RFSRR. 
Podczas wojny na nowo odkryła swoją żydowską tożsamość. Dołączyła do żydowskiego komitetu antyfaszystowskiego, współpracowała jako tłumaczka z Goldą Meir, ambasadorką Izraela w ZSRR w 1948. Na skutek tej działalności stała się ofiarą antysemickiej nagonki mającej wówczas miejsce w ZSRR. 30 grudnia 1948 została wydalona z partii, a 21 stycznia 1949 aresztowana. Oskarżono ją o to, że "w ciągu szeregu lat utrzymywała przestępcze kontakty z żydowskimi nacjonalistami". Za "szpiegostwo na rzecz syjonistów" 29 grudnia 1949 została skazana przez Kolegium Specjalne Ministerstwa Bezpieczeństwa Państwowego ZSRR na 5 lat zesłania do obwodu kustanajskiego. Wymuszono również jej rozwód z Mołotowem. W styczniu 1953, w trakcie przygotowań do nowego, otwartego procesu, aresztowano ją na zesłaniu i przeniesiono do Moskwy. Natychmiast po śmierci Józefa Stalina została w połowie marca 1953 na polecenie Ławrientija Berii wypuszczona na wolność i zrehabilitowana. Do śmierci pozostała zwolenniczką Józefa Stalina.

## Odznaczenia
- Order Lenina (30 stycznia 1934)
- Order Wojny Ojczyźnianej I klasy (1945)
- Order Czerwonego Sztandaru Pracy (1 sierpnia 1936)
- Order Czerwonej Gwiazdy
- Order Znak Honoru (2 kwietnia 1939)